# كينيث كالاهان
كينيث كالاهان (بالإنجليزية: Kenneth Callahan)‏ هو رسام أمريكي، ولد في 30 أكتوبر 1905 في سبوكين في الولايات المتحدة، وتوفي في 8 مايو 1986 في سياتل في الولايات المتحدة.